# لينارت أندرسون (مجدف)
لينارت أندرسون (بالسويدية: Lennart Andersson)‏ هو مجدف سويدي، ولد في 30 يوليو 1925 في Tjärnö ‏ في السويد، وتوفي في 27 أكتوبر 2004 في Stenungsund Municipality ‏ في السويد.

## وصلات خارجية
- لينارت أندرسون على موقع الاتحاد الدولي للتجديف (الإنجليزية)
- لينارت أندرسون على موقع اللجنة الأولمبية الدولية (الإنجليزية)
- لينارت أندرسون على موقع أوليمبيديا (الإنجليزية)
- لينارت أندرسون على موقع اللجنة الأولمبية السويدية (السويدية)